# Durnholz

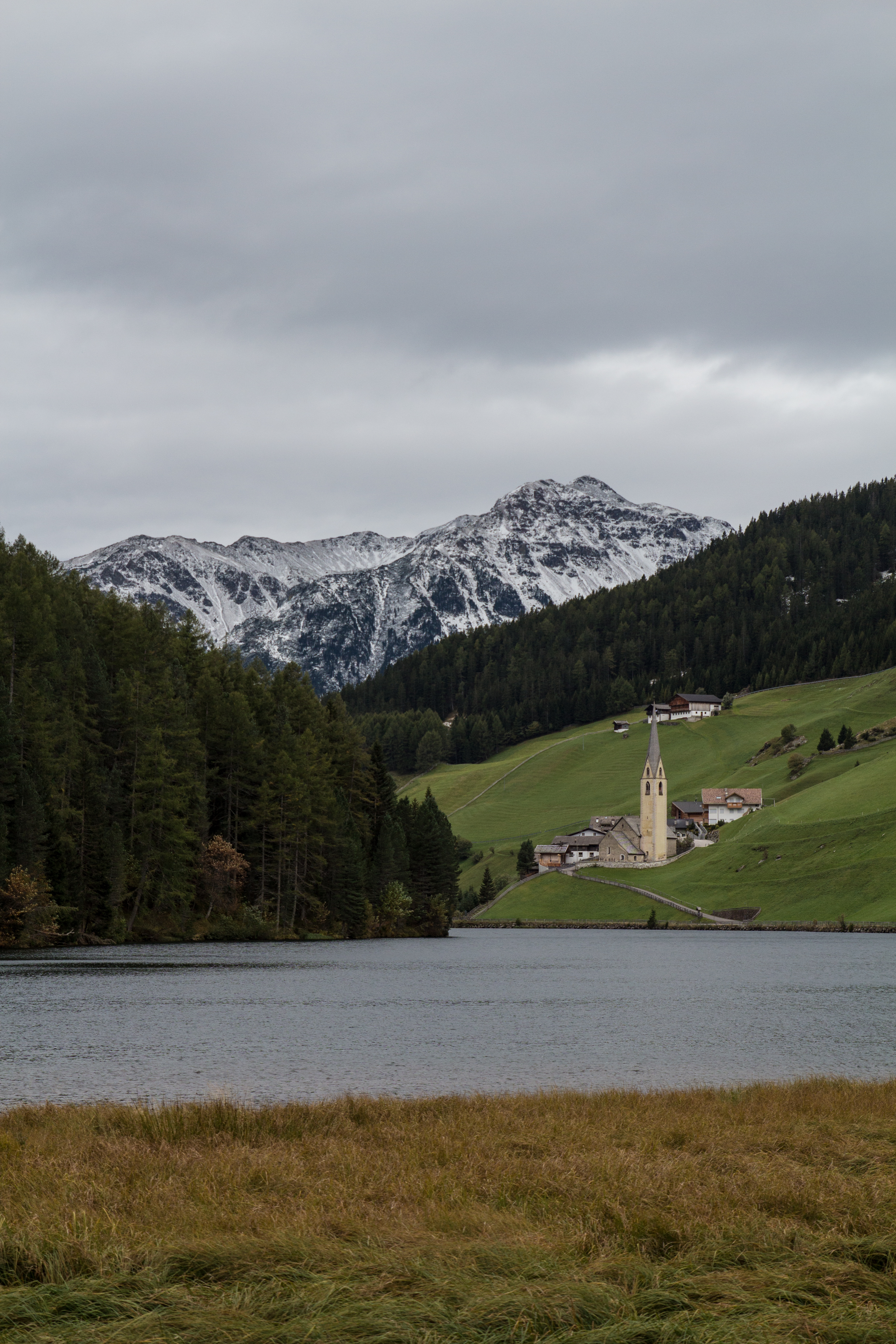
Blick auf Durnholz in Südtirol

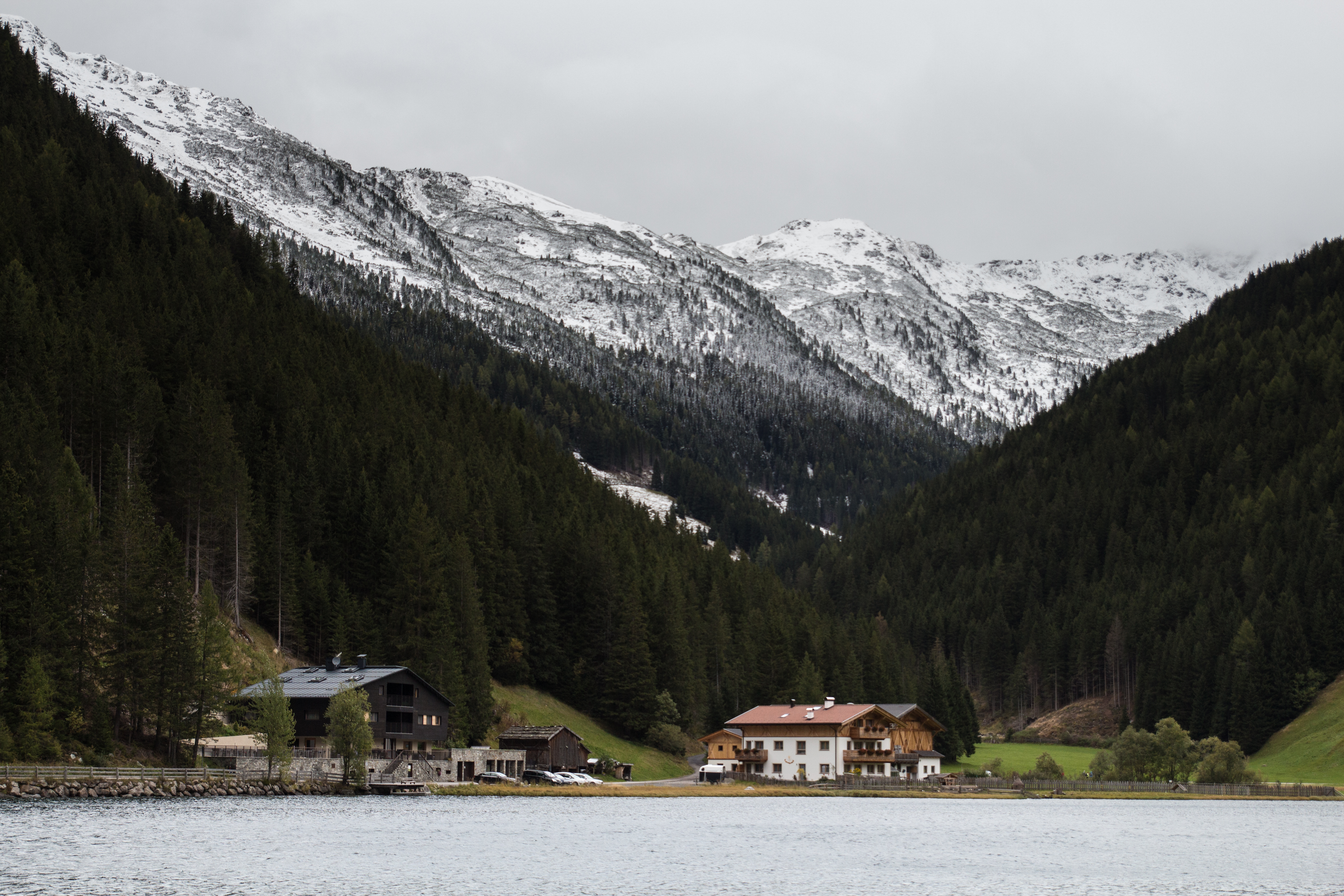
Blick auf den Durnholzer See

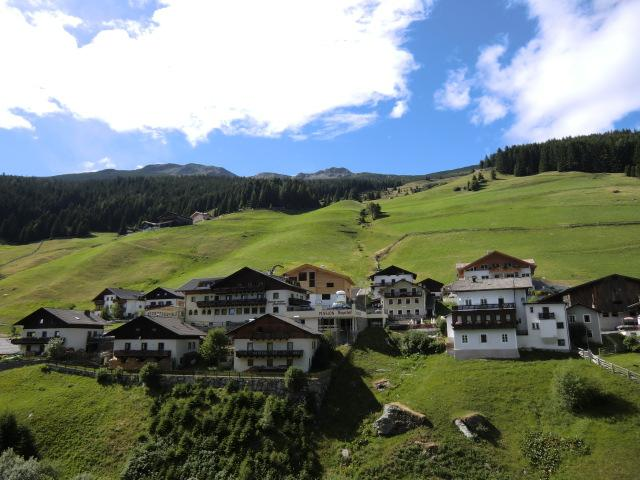
Blick auf den Durnholzer Dorfkern

Durnholz (italienisch Valdurna) ist ein kleines Bergdorf in Südtirol mit circa 260 Einwohnern. Es ist eine der 28 Fraktionen der Gemeinde Sarntal und befindet sich inmitten der Sarntaler Alpen, etwa 30 km nördlich von Bozen am Ende des Durnholzer Tals, eines Seitentals des Sarntals. Die Streusiedlung liegt auf einer Höhe von 1558 m über dem Meeresspiegel und ist ein beliebter Ausgangspunkt für Wanderer und Skitourengeher.

## Dorf
Durnholz umfasst 37 Bauernhöfe, 15 Privathäuser, zwei Gasthäuser, eine Kirche, eine Kapelle und eine Schule. Die Höfe liegen weitestgehend verstreut auf den Talflanken. Im eigentlichen Dorfkern am Südende des Durnholzer Sees bzw. Ausfluss des Durnholzer Bachs befinden sich lediglich die Kirche, ein Gasthaus, einige Privathäuser und das Vereinshaus, worin auch die Schule untergebracht ist. Die deutsche Grundschule von Durnholz hat in allen fünf Klassen zusammengenommen nur zwischen 10 und 20 Schüler und ist eine der kleinsten Bergschulen in Südtirol, weshalb sie auch als „Zwergschule“ bezeichnet wird. Der Unterricht erfolgt klassenübergreifend. Wirtschaftlich lebt die Region von der traditionellen Viehzucht auf den fruchtbaren, aber sehr steilen Hängen des Tals, und von der Milchproduktion. Ergänzt wird dies vom seit dem 19. Jahrhundert zunehmenden Tourismus.

## Sehenswürdigkeiten

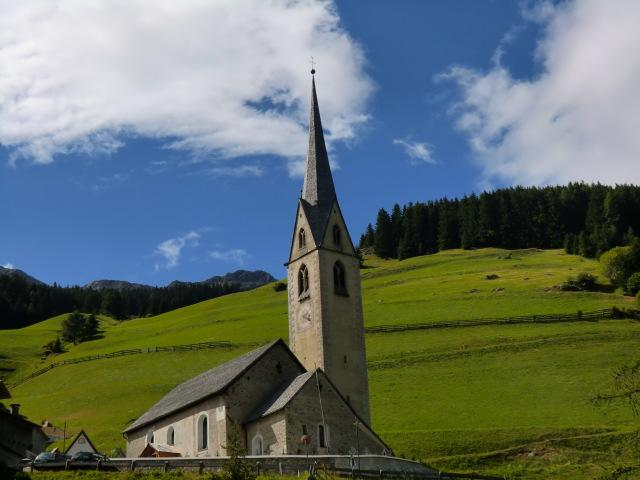
Durnholzer Kirche St. Nikolaus

Markant in der Ortslage ist die spätromanische Kirche St. Nikolaus mit spätgotischem Turm der von einem Spitzhelm gekrönt wird. Sie besteht seit mindestens 1405 und hat im Inneren aufwendige Fresken die auf das Jahr 1430 zurückgehen. Umgeben ist der Kirchbau von einem kleinen Friedhof mit schmiedeeisernen Grabkreuzen.
Weiter hat Durnholz einen Bergsee, den Durnholzer See, der im Winter zufriert und zum Eislaufen bzw. Langlaufen verwendet wird und um den es einen gut ausgebauten Rundweg gibt. Der Legende nach entstand der See zum Beginn des 20. Jahrhunderts, nachdem ein ortsansässiger Bauer aus Angst vor einem Wetterumschwung seinen Knechten die Arbeitsfreiheit des Sonntags verwehrte und Gott zur Strafe für diesen Frevel die Wiese des Bauern flutete. Tatsächlich wird der durch zwei Bäche und einige unterirdische Quellen gespeiste See durch eine Hangrutschung entstanden sein.

## Vereine
In Durnholz gibt es eine Musikkapelle, einen Kirchenchor, einen Freizeitverein und mehrere Hobbykegelmannschaften.

## Klima
Wegen seiner hohen Lage ist das Klima in Durnholz rau. Im Winter kann das Thermometer auf bis zu −20 °C sinken. Im Sommer sind auf der anderen Seite auch Temperaturen von 25–30 °C keine Seltenheit.

## Tourismus
Die Region ist touristisch gut erschlossen. Markierte Wanderwege führen auf die umliegenden Berggipfel, darunter die Jakobsspitze, das Tagewaldhorn, die Kassianspitze und das Schrotthorn. Weiter gibt es Wege zu umliegenden Schutzhütten wie der Flaggerschartenhütte und der Pilgerstätte Latzfonser Kreuz mit dem zugehörigen Schutzhaus. Im Tal besteht Verbindung zum ÖPNV und dem regionalen Wanderbus. Übernachtungsmöglichkeiten bieten in Durnholz das Gasthaus Jägerhof, das Hotel Fischerwirt und umliegende Höfe, die Urlaub auf dem Bauernhof anbieten, wie zum Beispiel der Krösshof oder der Bachmannhof.

## Persönlichkeiten
- Franz Thaler (* 1925 in Durnholz; † 2015 in Sarnthein), Autor, Federkielsticker und KZ-Überlebender